# Gypsy Rose Lee
Pour les articles homonymes, voir Lee.
Gypsy Rose Lee, née Rose Louise Hovick le 8 janvier 1911 et morte le 26 avril 1970, est une artiste de burlesque américaine et une vedette célèbre pour son numéro de striptease. Également actrice, autrice et dramaturge, elle a publié des mémoires en 1957, adaptées en comédie musicale avec Gypsy.

## Jeunesse

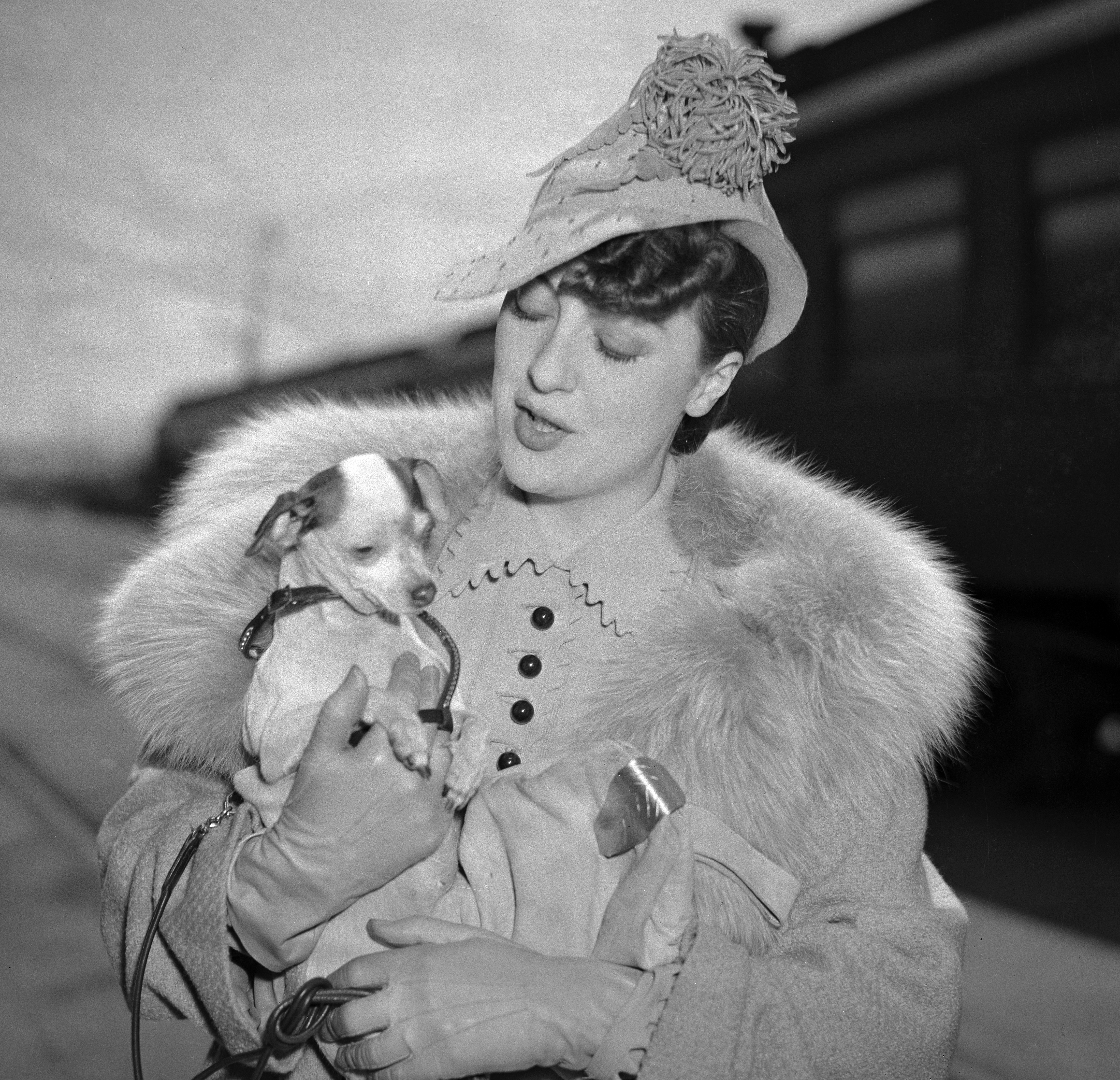
Gypsy Rose Lee à Los Angeles, v. 1937

Gypsy Rose Lee est née à Seattle (États-Unis) le 8 janvier 1911,,,. Cependant, elle a toujours donné le 9 janvier comme date de naissance,. Elle était connue sous le nom de Louise auprès de sa famille. Sa sœur, l'actrice June Havoc, est née en 1912. Leur mère, Rose Thompson Hovick, a falsifié divers certificats de naissance pour chacune de ses filles. Elle les indiquait comme plus âgées si nécessaire pour échapper aux diverses lois nationales sur le travail des enfants, et plus jeunes si les billets de train étaient à prix réduits ou gratuits. Ses filles n'ont su que bien plus tard quelles étaient leurs véritables années de naissance,.
Leur mère épouse l'américano-norvégien John Olaf Hovick, un publicitaire dans la presse et journaliste dans le journal Seattle Times,,. Ils se marient le 28 mai 1910 à Seattle. Ils divorcent le 20 août 1915. Rose Thompson se remarie avec Judson Brennerman, vendeur itinérant, le 26 mai 1916 dans une église unitarienne de Seattle, avec pour officiant le révérend JDA Powers.
Après son divorce avec Brennerman, Rose décide d'utiliser les talents de sa fille June pour subvenir aux besoins de la famille. Elle la fait jouer dans des vaudevilles. June est inscrite sur les programmes comme « La plus petite danseuse à orteils du monde». June a seulement deux ans et demi. Rose et June partent ensuite à Hollywood où June apparait dans des courts métrages réalisés par Hal Roach. Leurs premières expérience de la vie Hollywoodienne durent deux ans, puis elles décident de partir en tournée, pendant que Louise reste à garder la maison. Elle fait des études élémentaires, contrairement à June qui a appris à lire sur scène grâce à des souffleurs. Au grand dam de sa mère, June s'enfuit pour se marier en décembre 1928 avec Bobby Reed, un danseur dans leur numéro, et poursuit une brève carrière dans la danse marathon, une vocation plus rentable que les claquettes.

## Carrière

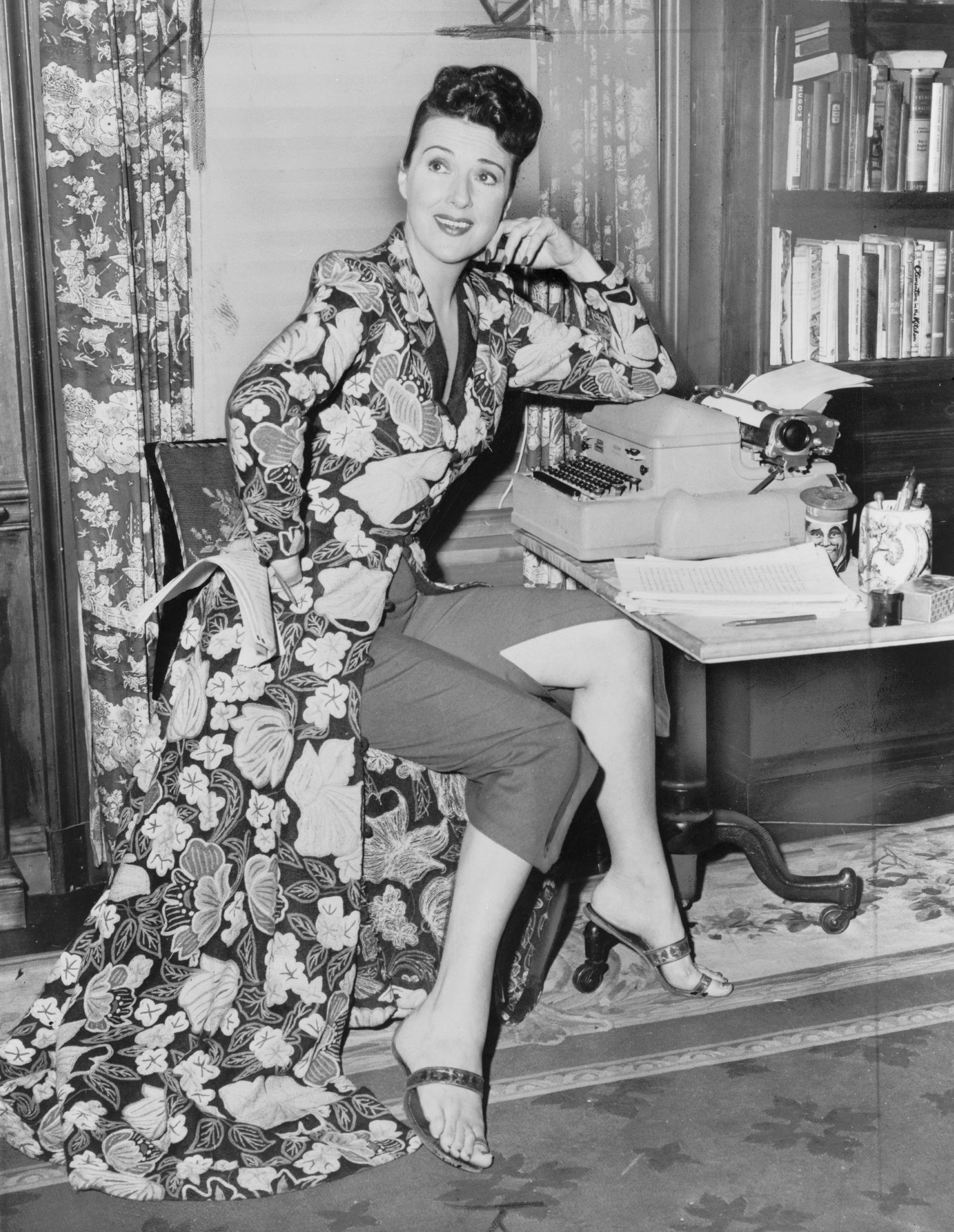
Gypsy Rose Lee, la première «ecdysiaste».

Les talents de chanteuse et de danseuse de Louise sont insuffisants pour soutenir le spectacle qu'a montée Rose sans la présence de June. La mère la lance quand même sur scène sans grand succès mais un jour, dans son numéro l'une de ses bretelles sur sa robe cède, et elle se retrouve nue sur scène malgré ses efforts pour se couvrir; encouragée par la réaction du public, elle fait ensuite de cette nouvelle astuce le point central de sa performance. En fait, il s'avère que Louise est plus douée pour gagner sa vie en faisant du burlesque qu'en dansant, ce qui lui vaut son statut légendaire d'artiste de strip-tease élégante et pleine d'esprit.
Ses innovations dans le monde du strip-tease apportent un côté décontracté au spectacle par rapport aux styles saccadés de la plupart des strip-teaseuses burlesques de l'époque (elle soulignait toujours le "tease" dans "striptease"), et apporte avec elle un humour pointu dans son numéro.
Gypsy Rose Lee préfère la dénomination « ecdysiaste » (un néologisme plus accepté par la haute société dont elle est la commanditaire) à celui stripteaseuse pour qualifier son métier. C'est en effet à sa demande que H. L. Mencken suggère cette manière « plus digne » de faire référence à cette profession jusque-là trop « honteuse » pour être avouée socialement. Elle devient aussi célèbre pour ses jeux d'esprit sur scène que pour son style de strip-tease et, changeant son nom de scène en Gypsy Rose Lee, elle devient l'une des plus grandes stars du burlesque de Minsky, où elle joue pendant quatre ans. Elle est souvent arrêtée lors de raids de la police des bonnes mœurs sur le cabaret des frères Minsky.
Durant la Grande Dépression, Lee prend la parole lors de diverses réunions syndicales pour soutenir les travailleurs de New York. Selon l'activiste Harry Fisher, ses interviews sont parmi celles qui attirent le plus grand nombre de spectateurs.
En 1937 et 1938, sous le nom de Louise Hovick, elle apparait dans cinq films à Hollywood. Mais son jeu d'actrice est mal vu par la critique qui descend ses performances, donc elle décide de retourner à New York, où elle entretient par la suite une liaison tapageuse avec le producteur Michael Todd. En 1942 elle co-produit et joue dans une revue musicale, Star and Garter.
Son style d'exposé intellectuel au moment où elle interprète son strip-tease est parodié dans le numéro "Zip!" dans Pal Joey de Rodgers et Hart, une comédie musicale dans laquelle sa propre sœur June Havoc est castée à Broadway, avec une co-star en la personne de Gene Kelly. Lee interprète une version abrégée de son numéro (exposé intellectuel et tout le reste) dans un film de 1943, Le Cabaret des étoiles. Son numéro commence à environ 1 heure 29 minutes après le début du film et dure six minutes.
En 1941, Lee écrit un roman policier à suspens appelé The G-String Murders (publié en français sous le titre de Mort aux femmes nues! en 1950) qui est intégré au film expurgé de 1943, L'Étrangleur, avec Barbara Stanwyck. Bien que certains prétendent qu'il s'agit en fait d'un texte écrit par Craig Rice comme prête-plume, il y a cependant suffisamment de preuves écrites sous forme de manuscrits et de la propre correspondance de Lee pour prouver qu'elle a écrit elle-même une grande partie du roman avec l'aide de Rice et d’autres personnes, notamment son rédacteur en chef George Davis, son ami et mentor,.
Le deuxième roman policier de Lee, Mother Finds a Body et publié en France sous le titre Madame Mère et le Maccabée en 1950, a été publié en 1942 dans sa version originale. En décembre 1942, Dorothy Wheelock, rédactrice en chef de Harper's Bazaar dépose devant la Cour suprême des documents préliminaires alléguant une rupture de contrat, alléguant qu'en août 1940, elle et Gypsy avaient conclu ce que Wheelock décrivait comme « un accord oral de collaboration sur une entreprise commune impliquant la conception, la construction, le développement, l'écriture et l'exploitation d'une œuvre littéraire avec un fond burlesque ». Mlle Wheelock y explique que l'accord prévoyait un partage à parts égales entre tous les revenus tirés de la vente du livre. Elle a affirmé avoir mis en rang un éditeur pour le livre quand, en novembre 1940, Gypsy a annulé la collaboration... Lee a déclaré qu'elle avait remis des notes et d'autres documents à Mlle Wheelock et que cette dernière avait alors écrit «un exemple de livre». Cependant, cet exemple de livre n'est pas celui qui a été publié, a déclaré Gypsy. Elle a nié toute ressemblance entre le livre de Mlle Wheelock et le livre publié sous son propre nom, à l'exception des similitudes pouvant découler des notes que Gypsy a remises à Mlle Wheelock. Simon & Schuster a accepté de publier le livre, a déclaré Gypsy, après la présentation des trois premiers chapitres par Janet Flanner, écrivaine new-yorkaise. L'affaire a été réglée à l'amiable.

## Vie privée
À Hollywood, elle a épousé Arnold « Bob » Mizzy le 25 août 1937, à la suite des pressions du studio de cinéma. Elle a obtenu le divorce en 1941, en clamant la cruauté de son mari, bien que le biographe Noralee Frankel suggère que les époux s'étaient mis d'accord pour que Lee forge de fausses accusations afin que le divorce se passe sans encombre. En 1942, elle épouse William Alexander Kirkland. Ils divorcent en 1944. Quand elle était mariée à Kirkland, elle a donné naissance le 11 décembre 1944 à un fils qu'elle a eu d'Otto Preminger. Son fils s'appelait Erik Lee, mais a depuis été successivement connu sous les noms d'Erik Kirkland, Erik de Diego et Erik Lee Preminger. Gypsy s'est marié une troisième fois en 1948 avec Julio de Diego, mais cette union s'est également soldée par un divorce.
En 1940, elle a acheté une maison située à l’est de la 63e rue à Manhattan, avec une cour privée, 26 chambres et sept salles de bain. Sa mère Rose a continué à exiger de l'argent de la part de Lee et Havoc. Lee a loué un appartement de 10 pièces sur la West End Avenue à Manhattan pour Rose, qui a ouvert une pension pour femmes à cet endroit. Une fois dans les années 1930, Rose aurai abattu d'une balle une femme qui était soit une résidente dans cette pension de famille ou une résidente à la ferme de Highland Mills, dans le comté d’Orange (New York), qui appartenait à Rose. Un site Web historique pour lesbiennes cite divers rapports contradictoires sur le lieu du crime. Selon le fils de Gypsy, Erik Lee Preminger, auteur de plusieurs livres, la victime du meurtre était la maîtresse de Rose, qui aurait tenté quelque chose avec Gypsy. L’incident violent a fait l’objet d’une enquête et aurait été requalifié en suicide. Rose n'a pas été poursuivie. Le biographe de Rose réfute fermement l'idée que cette femme, Genevieve Augustine, était l'amante de Rose, et met en doute la complicité de Rose dans sa mort à la lumière des tentatives de suicide précédentes d'Augustine. Rose Thompson Hovick est décédée en 1954 d'un cancer du côlon.

## Maturité

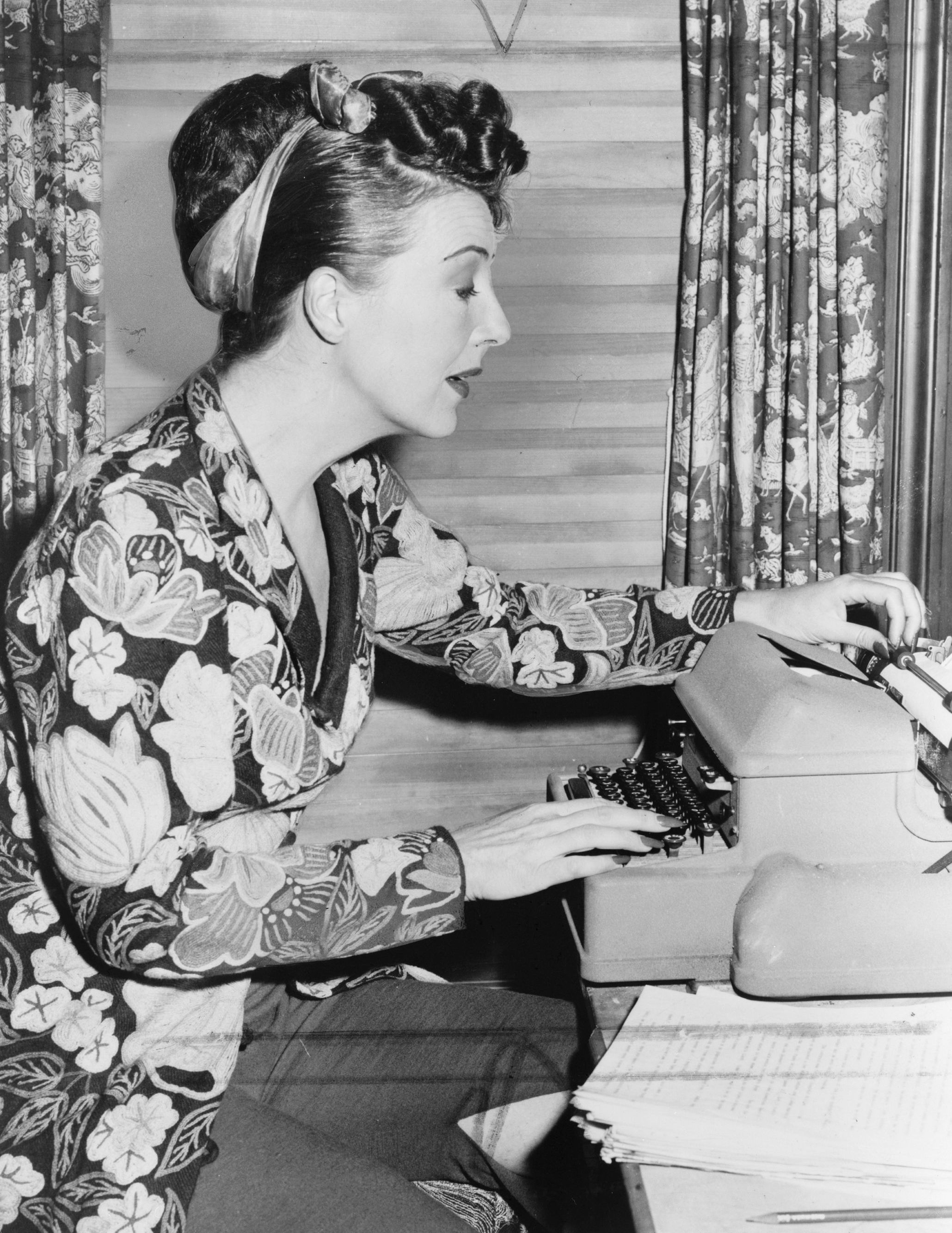
Gypsy Rose Lee en 1956

Après la mort de leur mère, les sœurs se sont senties libres d'écrire sur son propos sans risquer un procès. Le livre Gypsy: A Memoir a été publié en 1957 et a inspiré la comédie musicale de 1959 par Jule Styne, Stephen Sondheim et Arthur Laurents appelée Gypsy. Sa sœur cependant n'apprécia pas la façon dont elle était décrite dans la pièce, mais on la persuada (et rémunéra) pour qu'elle ne s'oppose pas à la production pour le bien médiatique de sa sœur[réf. nécessaire]. Le spectacle et l'adaptation du film de 1962 ont assuré à Gypsy un revenu stable. Les sœurs se sont éloignées pendant un certain temps mais elles se sont ensuite réconciliées. June, à son tour, a écrit Early Havoc et More Havoc pour raconter sa propre version de l'histoire. Gypsy Rose Lee a ensuite animé Gypsy, une émission-débat télévisée du matin sur la chaîne KGO-TV de San Francisco. Des portraits de Joan Miró, Pablo Picasso, Marc Chagall, Max Ernst et Dorothea Tanning, qui lui auraient prétendument été donné-es par les artistes eux-lles mêmes, ornaient les murs de sa maison de Los Angeles[réf. nécessaire]. Elle est aussi apparue brièvement dans la série des années 60 de Batman.
Comme de nombreux autres Américains et artistes connus tels que Pablo Picasso et Ernest Hemingway, Gypsy Rose Lee était une partisane du mouvement du Front populaire dans la guerre civile espagnole et a collecté des fonds pour une œuvre de charité afin d'aider les enfants espagnols pendant le conflit. Elle est devenue politiquement active et a soutenu les Loyalistes Espagnols pendant la guerre civile en Espagne. Elle est également devenue membre des réunions du Front communiste unifié et un comité a enquêté sur elle dans le cadre du Comité des activités non américaines. Lee était une démocrate qui avait soutenu la campagne d'Adlai Stevenson lors de l'élection présidentielle de 1952.

## Mort
Lee est décédée d'un cancer du poumon à Los Angeles en 1970, à l'âge de 59 ans. Elle est inhumée dans le cimetière Inglewood Park à Inglewood, en Californie. Sa tombe porte cependant la mauvaise année de naissance.

## Héritage

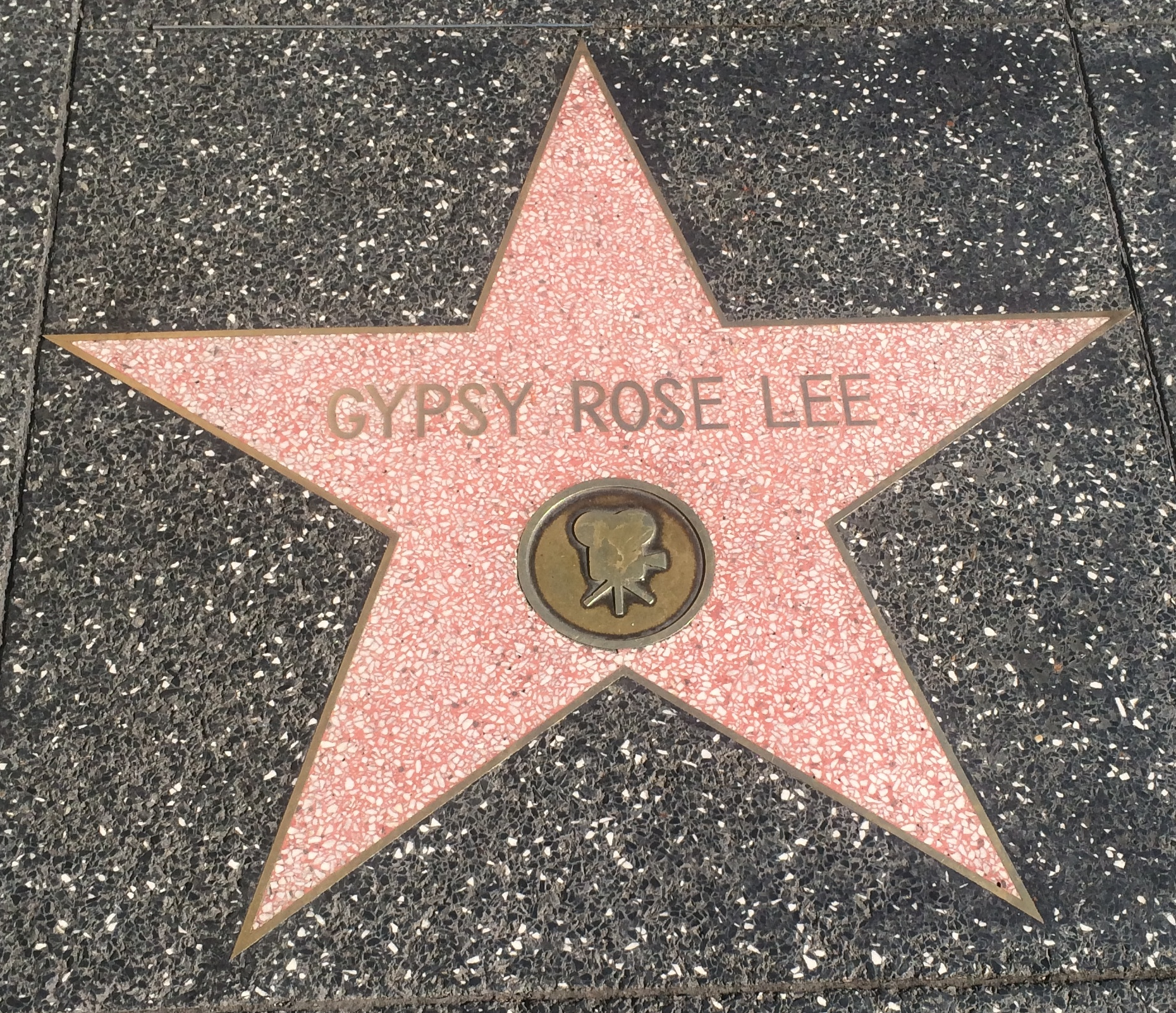
L'étoile de Lee sur le Hollywood Walk of Fame.

- La chanson Zip de la comédie musicale Pal Joey (écrite par Richard Rodgers et Lorenz Hart) imagine les pensées et les réflexions qui traversent l'esprit de Gypsy Rose Lee pendant qu'elle se déshabille sur scène, racontée par l'intermédiaire d'une intervieweuse qui raconte sa rencontre en chanson avec Miss Lee, et que c'est d'après elle "la plus grande réussite" qu'il-elles aient eues. Elaine Stritch a régulièrement interprété cette chanson (en tant qu’intervieweuse) pendant de nombreuses années[31].
- Le groupe punk The Distillers a écrit Gypsy Rose Lee, une chanson de leur premier album en 2000.
- En 1973, Tony Orlando et Dawn ont enregistré Say, Has Anybody Seen My Sweet Gypsy Rose de WM Irwin Levine & L. Russell Brown. (La chanson utilise son nom et sa profession, mais elle s'inspire d'une ancienne vie fictive)
- En janvier 2012, Seattle Theatre Writers (un groupe de critiques d’art pour diverses publications) a décerné les premiers "Gypsy Rose Lee Awards" le prix Gypsy Lee Rose, qui fêtent l’excellence dans le théâtre local[32].

## Filmographie

### Cinéma
- 1937 : Brelan d'as (You Can't Have Everything) de Norman Taurog
- 1937 : Nuits d'Arabie (Ali Baba Goes to Town) de David Butler
- 1938 : Sally, Irene et Mary (en) de William A. Seiter
- 1938 : Les Deux Bagarreurs (Battle of Broadway) de George Marshall
- 1938 : Le Mannequin du collège (My Lucky Star) de Roy Del Ruth
- 1943 : Le Cabaret des étoiles (Stage Door Canteen) de Frank Borzage
- 1944 : La Belle de l'Alaska (Belle of the Yukon) de William A. Seiter
- 1952 : Les Mille et Une Filles de Bagdad (Babes in Bagdad) d'Edgar G. Ulmer
- 1958 : Le Ballet du désir (Screaming Mimi) de Gerd Oswald
- 1958 : La Forêt interdite (Wind Across the Everglades) de Nicholas Ray
- 1963 : Les Loups et l'Agneau (The Stripper) de Franklin J. Schaffner
- 1966 : Le Dortoir des anges (The Trouble with Angels) d'Ida Lupino

### Télévision
- Think Fast (1949)
- What's my Line? (épisode perdu 4 de 1950, saison 1)[33]
- Le Show de Gypsy Rose Lee (1958)
- Fractured Flickers (1963 épisode 3 — entretien)
- Who has Seen The Wind? (1965)
- Gypsy (1965)
- Batman (1966)
- The Pruitts of Southampton (1966)
- Around the World of Mike Todd (1967)
- The Over-The-Hill Gang (1969)
- The Hollywood Squares (1969)

## Œuvre littéraire

### Romans
- The G-String Murders (New York : Simon & Schuster, 1941), publié en français sous le titre Mort aux femmes nues !, Paris, SEPE, coll. Soir-Police, 1950 ; réédition, Paris, Fayard, coll. L'Aventure criminelle no 147, 1963 ; réédition, Paris, Librairie des Champs-Élysées, coll. Le Masque no 1893, 1987 ; rééd. Le Masque 2021.
- Mother Finds a Body (New York : Simon & Schuster, 1942), publié en français sous le titre Madame mère et le macchabée , Paris, SEPE, coll. Soir-Police, 1950 ; réédition, Paris, Fayard, coll. L'Aventure criminelle no 147, 1963 ; réédition, Paris, Librairie des Champs-Élysées, coll. Le Masque no 1893, 1987.

### Mémoire
- Gypsy: A Memoir (New York: Harper & Bros., 1957)

### Pièce
- The Naked Genius (1943) (filmé et diffusé sous le titre Doll Face en 1946). Son titre original pour la pièce était Le fantôme dans le tas de bois[34]